# Hainstadt (Hainburg)

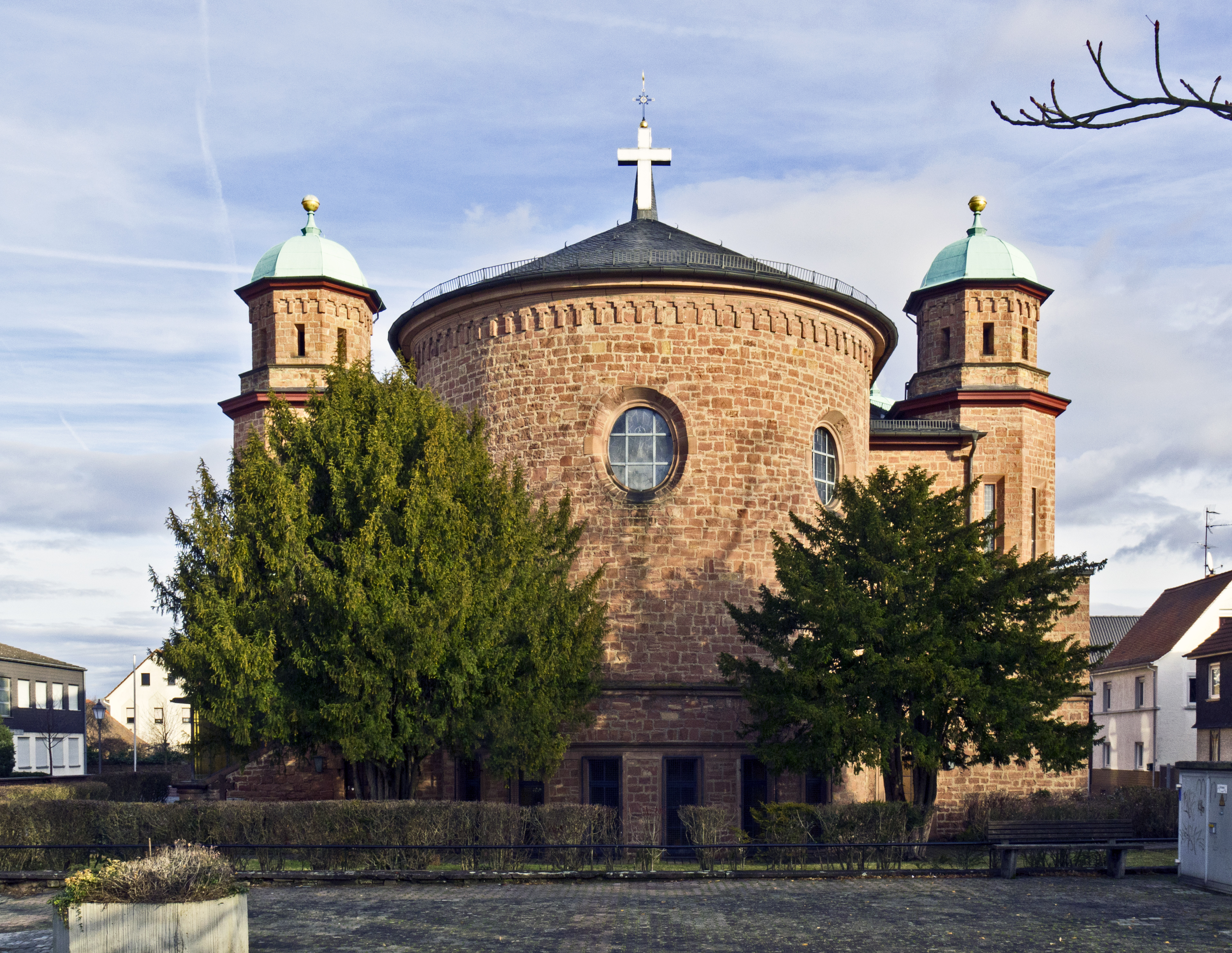
St. Wendelinus

Hainstadt ist ein Ortsteil von Hainburg, eine Gemeinde im südhessischen Landkreis Offenbach am Main gelegen. Hainstadt hat gut 8800 Einwohner.
Am 1. Januar 1977 wurde Hainstadt im Zuge der Gebietsreform in Hessen mit der Nachbargemeinde Klein-Krotzenburg zur jetzigen Gemeinde Hainburg zusammengeschlossen.

## Geografie
Nördlich von Hainstadt befindet sich der Hanauer Stadtteil Klein-Auheim, im Osten grenzt Hainstadt an Klein-Krotzenburg und den Main und an Froschhausen im Süden.

## Geschichte

### Antike
In der Nähe von Hainstadt sind Überreste eines römischen Kastells (Kastell Hainstadt) und einer römischen Siedlung erhalten. Wie auch durch die Ziegel im Wappen zum Ausdruck gebracht, hatte die Herstellung von Lehmziegeln in Hainstadt eine große Bedeutung. Bereits die Römer stellten hier Ziegel her. Es ist jedoch fraglich, ob zwischen dieser Siedlung und dem erst im 12. Jahrhundert erstmals erwähnten Hainstadt eine Siedlungskontinuität besteht.

### Mittelalter
Der heutige Ort geht auf eine fränkische Siedlung zurück. Die älteste erhaltene urkundliche Erwähnung stammt aus dem Jahre 801, ein Schriftstück des Klosters Fulda. 1287 wurde der Ort Henystad und in den folgenden Jahren Heinstad bzw. Heinstat (1371) genannt. Hainstadt gehörte den Herren von Heyenhausen und von Hausen, danach den Herren von Eppstein. In deren Herrschaft gehörte es zum Amt Steinheim, das ab 1371 als Pfand je zur Hälfte den Grafen von Katzenelnbogen und den Herren von Hanau verschrieben war. 1393 gelangte das Pfand insgesamt an die Herren von Cronberg. 1425 verkaufte Gottfried von Eppstein das Amt Steinheim – und damit auch Hainstadt – an das Kurfürstentum Mainz.

### Neuzeit
1569 wurde der Ort erstmals als Hainstadt bezeichnet. In den Jahren 1631–1634, während des Dreißigjährigen Kriegs, beschlagnahmte König Gustav II. Adolf das Amt Steinheim als Kriegsbeute und stattete die nachgeborenen Hanauer Grafen Heinrich Ludwig von Hanau-Münzenberg (1609–1632) und Jakob Johann von Hanau-Münzenberg (1612–1636), die mit ihm verbündet waren, damit aus. Da beide Grafen schon bald starben und der Westfälische Friede auf das Normaljahr 1624 abstellte, kam Hainstadt wieder an Kurmainz.
Durch die Aufteilung der Auheimer Mark 1786 erhielt Hainstadt einen Teil des Markwaldes. Der Ort verblieb bis 1803 bei Kurmainz, als er im Zuge der Säkularisation an die Landgrafschaft Hessen-Darmstadt, das 1806 zum Großherzogtum Hessen wurde, fiel.

Bis 1821 nahm das Amt Steinheim Verwaltung und Rechtsprechung in Hainstadt wahr. Mit der Verwaltungsreform im Großherzogtum Hessen in diesem Jahr wurden auch hier auf unterer Ebene Rechtsprechung und Verwaltung getrennt.
 Für die Verwaltung wurden Landratsbezirke geschaffen, die erstinstanzliche Rechtsprechung Landgerichten übertragen. Der Landratsbezirk Seligenstadt erhielt die Zuständigkeit für die Verwaltung unter anderem für das gleichzeitig aufgelöste Amt Steinheim, das Landgericht Steinheim übernahm im gleichen Bereich die zuvor durch das Amt wahrgenommenen Aufgaben der Rechtsprechung. Der Sitz des Gerichts wurde zum 1. Juli 1835 nach Seligenstadt verlegt und die Bezeichnung in „Landgericht Seligenstadt“ geändert. Mit dem Gerichtsverfassungsgesetz von 1877 wurden Organisation und Bezeichnungen der Gerichte reichsweit vereinheitlicht. Zum 1. Oktober 1879 hob das Großherzogtum Hessen deshalb die Landgerichte auf. Funktional ersetzt wurden sie durch Amtsgerichte. So ersetzte das Amtsgericht Seligenstadt das Landgericht Seligenstadt.
Mitte des 19. Jahrhunderts wurde der Abbau von Lehm und Ton in mehreren Gruben rund um Hainstadt und die Weiterverarbeitung zu Ziegeln wieder aufgenommen.

### Bürgermeister

Bürgermeister Joseph Böhn Januar 1994

- um 1832 Bürgermeister Philipp Volk (Sohn von Nikolaus Volk und Eva Blumör)
- 1842 u. 1848 Bürgermeister Korb (die genaue Amtszeit ist nicht bekannt)
- 1852–1892 Bürgermeister Geißler
- 1892–1919 Bürgermeister Wenzel
- 1919–1933 Bürgermeister Dehmer
- 1933–1933 Bürgermeister Gerfelder
- 1933–1946 Bürgermeister Hofmann
- 1946–1948 Bürgermeister Kins
- 1948–1977 Bürgermeister Joseph Böhn[7]

Seit 1945 gehört Hainstadt zum Bundesland Hessen.
Im Zuge der Gebietsreform in Hessen entstand am 1. Januar 1977 durch Zusammenschluss der bis dahin selbstständigen Gemeinden Hainstadt und Klein-Krotzenburg die Gemeinde Hainburg.

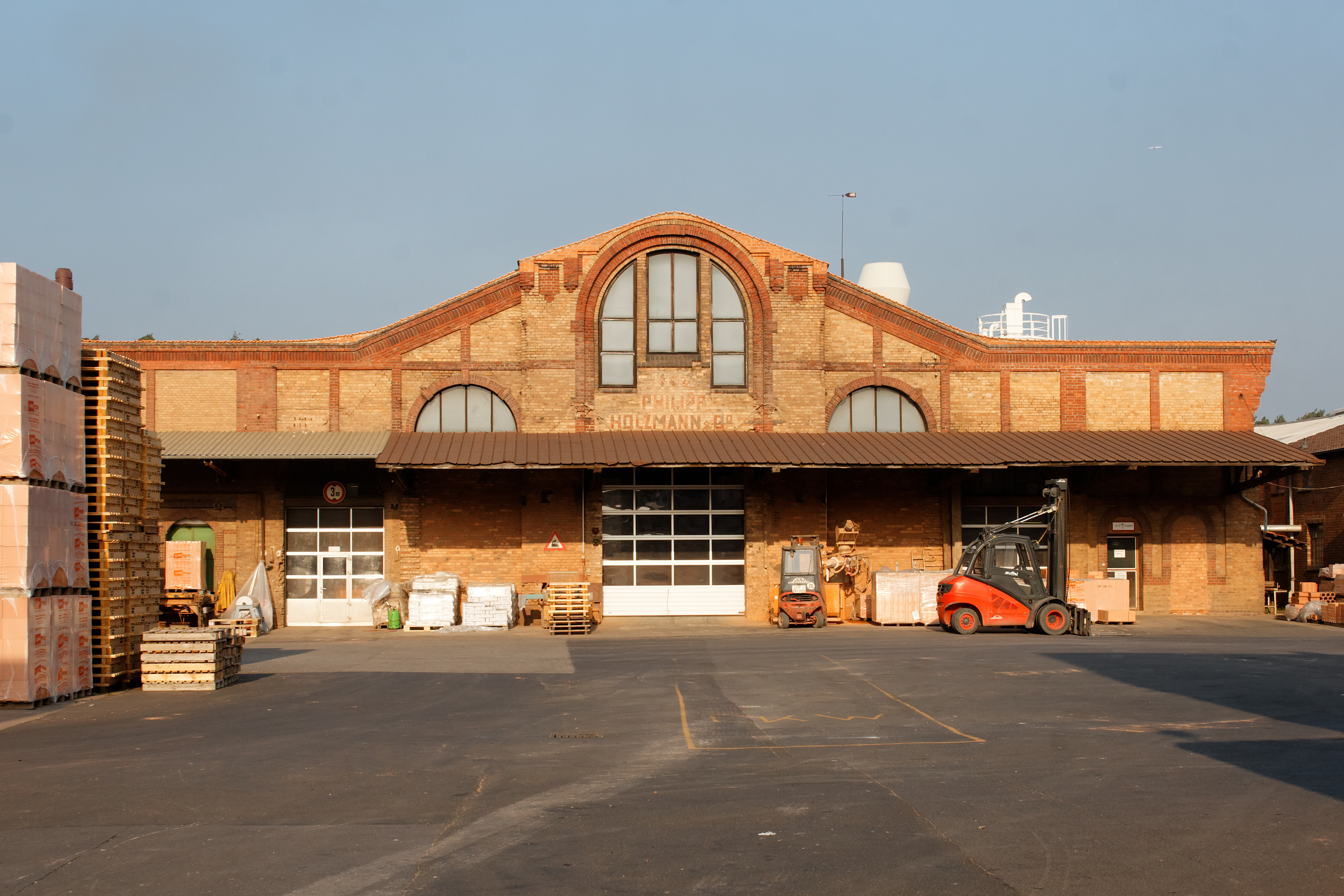
Ziegelwerk in der Offenbacher Landstraße 105

### Einwohnerentwicklung
Quelle: Historisches Ortslexikon
| • 1576: | 20 Familien                                                          |
| • 1961: | 689 evangelische (= 13,92 %), 4155 katholische (= 83,97 %) Einwohner |

| Hainstadt: Einwohnerzahlen von 1834 bis 1970 | Hainstadt: Einwohnerzahlen von 1834 bis 1970 | Hainstadt: Einwohnerzahlen von 1834 bis 1970 | Hainstadt: Einwohnerzahlen von 1834 bis 1970 | Hainstadt: Einwohnerzahlen von 1834 bis 1970 |
| --- | -------------------------------------------- | -------------------------------------------- | -------------------------------------------- | -------------------------------------------- |
| Jahr |                                              |                                              |                                              | Einwohner                                    |
| 1834 | 1834                                         |                                              | 519                                          | 519                                          |
| 1840 | 1840                                         |                                              | 626                                          | 626                                          |
| 1846 | 1846                                         |                                              | 719                                          | 719                                          |
| 1852 | 1852                                         |                                              | 738                                          | 738                                          |
| 1858 | 1858                                         |                                              | 804                                          | 804                                          |
| 1864 | 1864                                         |                                              | 769                                          | 769                                          |
| 1871 | 1871                                         |                                              | 935                                          | 935                                          |
| 1875 | 1875                                         |                                              | 1.039                                        | 1.039                                        |
| 1885 | 1885                                         |                                              | 1.174                                        | 1.174                                        |
| 1895 | 1895                                         |                                              | 1.455                                        | 1.455                                        |
| 1905 | 1905                                         |                                              | 1.976                                        | 1.976                                        |
| 1910 | 1910                                         |                                              | 2.279                                        | 2.279                                        |
| 1925 | 1925                                         |                                              | 2.644                                        | 2.644                                        |
| 1939 | 1939                                         |                                              | 3.008                                        | 3.008                                        |
| 1946 | 1946                                         |                                              | 3.674                                        | 3.674                                        |
| 1950 | 1950                                         |                                              | 4.006                                        | 4.006                                        |
| 1956 | 1956                                         |                                              | 4.367                                        | 4.367                                        |
| 1961 | 1961                                         |                                              | 4.948                                        | 4.948                                        |
| 1967 | 1967                                         |                                              | 5.761                                        | 5.761                                        |
| 1970 | 1970                                         |                                              | 5.998                                        | 5.998                                        |
| Datenquelle: Historisches Gemeindeverzeichnis für Hessen: Die Bevölkerung der Gemeinden 1834 bis 1967. Wiesbaden: Hessisches Statistisches Landesamt, 1968. Weitere Quellen: |                                              |                                              |                                              |                                              |

## Wappen und Flagge
Wappen

Blasonierung: „In silbernem Schild oben drei rote Sparren, unten drei rote Ziegel.“
Das Wappen wurde der Gemeinde Hainstadt im Kreis Offenbach am 11. Juni 1955 durch den Hessischen Innenminister genehmigt. Gestaltet wurde es durch den Heraldiker Georg Massoth.
Das Wappen zeigt eine Kombination des landesherrlichen Wappenzeichens mit einem Sinnbild für das bodenständige Gewerbe. Denn Hainstadt ist für die Herstellung der Dachziegel bekannt. Die Sparren der Dynasten von Eppstein, der alten Landesherren des Ortes, sollen hier zugleich als Dachsparren gedeutet werden, womit die beiden Elemente der Dachausbildung, Sparren und Ziegel, vereinigt wären. Alte Ortssiegel liegen nicht vor.
Flagge
Am 31. August 1957 wurde der Gemeinde durch den Hessischen Innenminister eine Flagge genehmigt, die wie folgt beschrieben wird:
„Auf 8mal von roten und weißen Längsstreifen geteiltem Flaggentuch das Gemeindewappen.“

## Infrastruktur

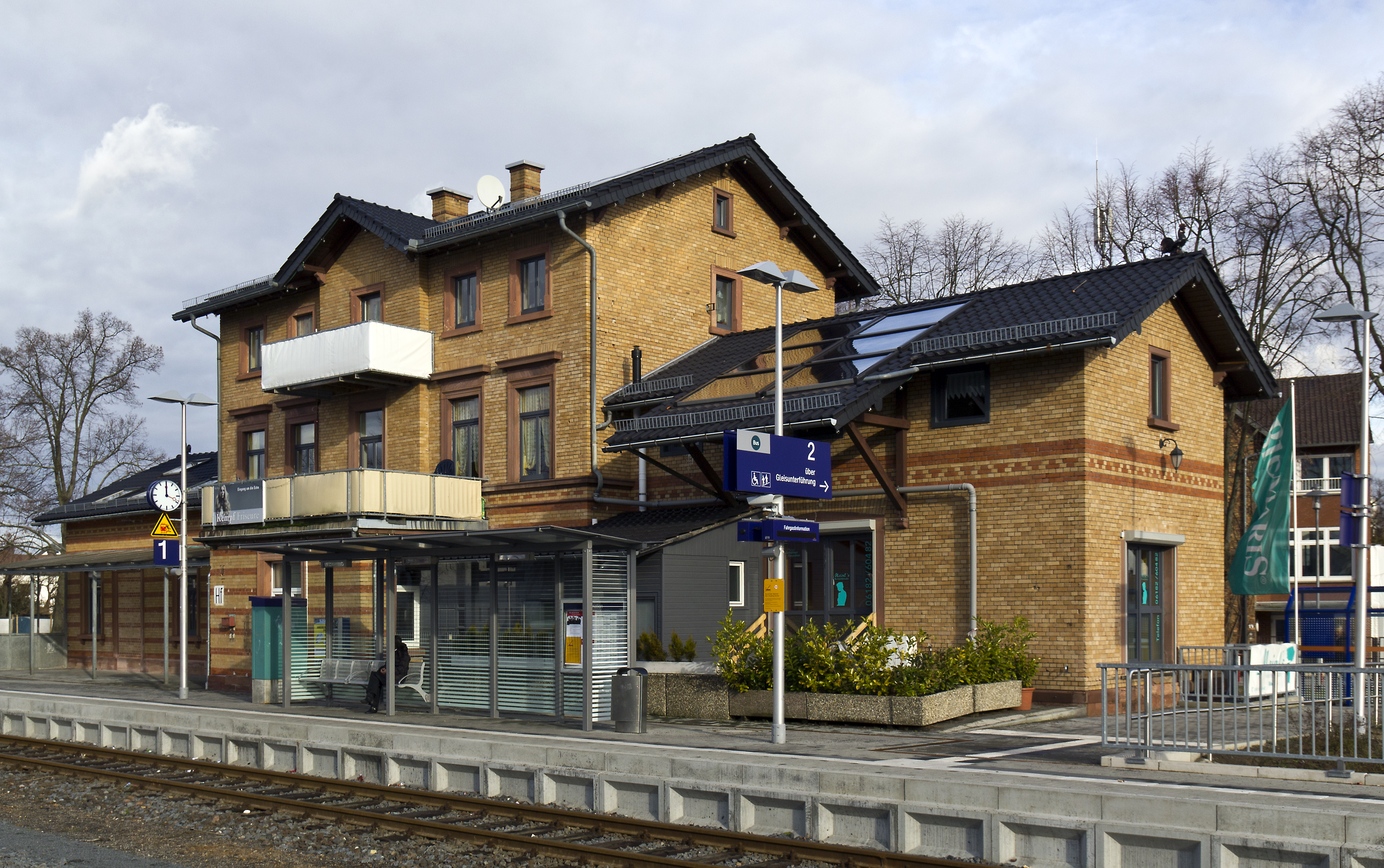
Bahnhof Hainburg-Hainstadt

1882 erhielt Hainstadt einen Anschluss an die Hessische Odenwaldbahn. Der Bahnhof wurde unter der Bezeichnung Hainstadt in Betrieb genommen und 1904 in Hainstadt (Hessen) umbezeichnet. Seit 2006 wird die Bezeichnung Hainburg-Hainstadt verwendet. Zusätzlich zum Bahnnahverkehr gibt es in Hainstadt auch die Möglichkeit mit dem Bus zu fahren. Es gibt mehrere Haltestellen in Hainstadt. Man kann entweder die Verbindung von Mainflingen nach Obertshausen verwenden, oder den Bus nach Hanau.

## In Hainstadt geborene Persönlichkeiten
- Friedrich Martini (vor 1555–1630), Rechtswissenschaftler und Hochschullehrer
- Peter-Paul Kranz (1884–1957), Zahnmediziner und Hochschullehrer
- Heinrich Faller (1895–1950), Architekt und Baubeamter
- Josefine Kohl (1921–2012), Leichtathletin
- Jessica Schmidt (* 1979), Schachspielerin